# مارتین اشپگلی
مارتین اشپگلی (کرواتی: Martin Špegelj؛ ۱۱ نوامبر ۱۹۲۷ – ۱۱ مهٔ ۲۰۱۴) یک سیاست‌مدار اهل کرواسی بود. وی دومین وزیر دفاع کرواسی و سپس رئیس ستاد ارتش کرواسی بود.